# Vicomtegewicht
Das Vicomtegewicht (franz.: Poids de Vicomté), in der Literatur Vicomteygewicht, war ein in Rouen gebräuchliches französisches Gewicht. Es unterschied sich vom Handelsgewicht durch sein etwas größerem Pfundgewicht. Es war ½ Unze und 6/25 schwerer als das Markgewicht.
- 1 Vicomtegewicht = 10.800 As (Holländ. = 0,048 Gramm) = 518,4 Gramm (nach[1] 10.592 As = 509,086 Gramm)

Der Vergleich:
- 1 Quintal = 100 Pfund Vicomtegewicht = 104 Pfund Markgewicht = 108 Pfund Markgewicht bei Wolle (nach[1] 11.009,4 As = 528,666 Gramm)

Die eisernen oder bleiernen Wägestücke waren gestaffelt in 104; 52; 16 und 13 Pfund. Sie begrenzten den Einsatzbereich des Vicomtegewicht nach unten auf 13 Pfund. Kleiner 13 Pfund ging alles nach dem Markgewicht.